# Francisco Rodriguez (boxeador mexicano)
Francisco "Paco" Rodríguez (Guadalajara, Jalisco; 15 de junio de 1984 - Chicago, Illinois; 22 de noviembre de 2009) fue un boxeador profesional mexicano en la categoría de supergallo.

## Carrera
La carrera de Rodríguez como amateur comenzó con cinco victorias en los  Guantes de Oro de Chicago y ganó los Guantes de Oro de 2001.
Rodríguez se convirtió en profesional en enero de 2005. Conocido como el "El Nino Azteca", fue un boxeador muy estimado sobre todo en Chicago.

## Muerte
Rodríguez murió a los 25 años después de su derrota con Teon Kennedy. Después de que el árbitro detuviera el combate en el décimo asalto, Rodríguez immediatamente colapsó, perdiendo la conciencia mientras esperaba la decisión oficial. Fue llevado de urgencia al hospital por problemas cerebrales muriendo dos días después.